# تحت الرمال
تحت الرمال هو فيلم فرنسي من نوع دراما أُصدر في 11 أكتوبر 2001. الفيلم من إخراج فرانسوا أوزون، أما السيناريو فكان من كتابة فرانسوا أوزون ومارينا دي فان وايمانويل بيرنهايم ومارسيا رومانو ‏.

## القصة
ماري أستاذة اللغة الإنجليزية في جامعة باريس، كانت تعيش حياة سعيدة مع زوجها جان لمدة 25 عامًا. كانا يقضيان الإجازات في لاند، حيث يمتلكون منزلًا عائليًا. خلال إحدى هذه الإجازات، ذهب جان للسباحة بينما كانت ماري تسترخي على الشاطئ، لكنه لم يعد. لم يكن هناك شهود على الحادث ولم يتم العثور على جثته. قد يكون قد انتحر أو توفي غرقًا، لكن ماري لم تتقبل فقدانه وظلت تتذكره حتى بعد عودتها إلى باريس.
بدأت ماري في تكوين علاقة جديدة، رغم أنها لم تقبل بعد وفاة زوجها. حتى عندما أبلغتها الشرطة أنه تم العثور على جثة، لم تقبل الحقيقة. أصدقاؤها كانوا قلقين على صحتها العقلية، وعندما عرض عليها حبيبها الجديد المساعدة، رفضته قائلة أنه لن يكون مثل جان. عندما زارت والدة جان، أخبرتها أنها تعتقد أن جان ربما انتحر، لكن والدة جان رفضت هذا الاحتمال واقترحت أنه ربما ترك ماري لأنه كان يشعر بالملل ولأنها لم تستطع الإنجاب.
في النهاية، زارت ماري لاند للقاء المسؤولين. أخبروها أنه ربما غرق بينما كان يحاول التغلب على التيار. الجثة كانت في حالة سيئة بسبب قضائها وقتًا طويلاً في الماء، مما جعل تحديد الهوية صعبًا. الفحوصات الجينية أظهرت تطابقًا بنسبة 90٪ مع والدته، وبدا أن الأسنان تتطابق أيضًا. لكن عدم وجود أي كسور سابقة جعل التحقق من الهوية من خلال الهيكل العظمي مستحيلاً. عندما أصرت ماري على رؤية الجثة، شعرت بالرعب. كما تم العثور على ساعة يد، لكنها نفت أنها تعود لزوجها، رغم أنها تطابقت مع الوصف الذي أعطته للشرطة. في وقت لاحق، عادت إلى الشاطئ حيث اختفى جان، ورأت (أو تخيلت) رجلاً في البعيد، فركضت نحوه معتقدة أنه جان.

## طاقم التمثيل
- برونو كريمر
- ميشيل كوردس [الإنجليزية]‏
- شارلوت رامبلينج
- Agathe Teyssier  [لغات أخرى]‏
- Andrée Tainsy [الإنجليزية]‏
- جاك نولوت
- Jo Doumerg  [لغات أخرى]‏
- بيير الورنيه
- الكسندرا ستيوارت

## الإنتاج
تم تصوير الفيلم في باريس وفي منطقة لاند، بما في ذلك ليت-إت-ميكس، وشاطئ ميميزان-بلاج، وسانت-جوليان-أون-بورن. بدأ التصوير الرئيسي للفيلم من 15 مارس 2000 حتى 15 أبريل 2000. موسيقى الفيلم التصويرية كانت من تأليف Philippe Rombi ‏.

## الاستقبال
- على موقع تجميع المراجعات Rotten Tomatoes، كانت 93% من المراجعات ال73 تحمل طابعا نقديًا إيجابيًا، مع تقييم متوسط قدره 7.5/10. وجاء في اتفاقية الموقع: "تحمل رامبلينغ الفيلم من خلال أدائها المتقن والمعقد لامرأة تتعامل مع وفاة زوجها". على موقع Metacritic، الذي يستخدم متوسطًا مرجحًا، حصل الفيلم على درجة 86 من 100 استنادًا إلى 24 ناقدًا، مما يشير إلى "إشادة عالمية".

- أعجب المخرج السويدي إنغمار بيرغمان بفيلم "تحت الرمال"، وادعى أنه شاهد الفيلم عدة مرات.[9]

- تم تصنيف الفيلم كاختيار ناقد من قبل A. O. سكوت في "نيويورك تايمز"، الذي قال: "أعطى أوزون الفيلم للسيدة رامبلينغ، التي كان أداؤها مثل دراسة بيانو نفذت بشكل مثالي".

- وصف ديريك إيلي من مجلة Variety الفيلم بأنه "تأمل رائع في الحزن الشخصي"، واعتبر أداء شارلوت رامبلينغ "أفضل أداء في مسيرتها". وأضاف قائلاً: "يُعد فيلم تحت الرمال بيعًا تجاريًا صعبًا، لكنه قد يحقق نجاحًا في السوق المتخصصة بدعم نقدي وتوزيع مخلص".

- قالت مارغوري بومغارتن من صحيفة "أوستن كرونيكل" إن مخرج الفيلم "موهبة نادرة"، في حين منحت ليزا شوارتزباوم من "إنترتينمنت ويكلي" الفيلم تقييم "B+" ووصفت رامبلينغ بأنها "مغوية، باردة، ومبهرجة في الخمسينيات من عمرها".

- وفقًا لإد غونزاليس من مجلة "سلانت"، فإن "[تحت الرمال] مليء بأنواع مختلفة من التشويشات الجنسية وطقوس الإنكار".

### الجوائز والترشيحات
تم ترشيح "تحت الرمال" لجائزة أفضل فيلم في جوائز سزار لعام 2002. كما حصل الفيلم على ترشيحات لجائزة أفضل مخرج وأفضل ممثلة لأوزون ورامبلينغ.

### الميزانية والإيرادات
حصل الفلم على 1.452.698 مليون دولار فقط في أمريكا وكندا، اما على مستوى العالم فكانت الايرادات 6.531.687 مليون دولار 

## وصلات خارجية
- تحت الرمال على موقع IMDb (الإنجليزية)
- تحت الرمال على موقع ميتاكريتيك (الإنجليزية)
- تحت الرمال على موقع روتن توميتوز (الإنجليزية)
- تحت الرمال على موقع نتفليكس (الإنجليزية)
- تحت الرمال على موقع ألو سيني (الفرنسية)
- تحت الرمال على موقع Turner Classic Movies (الإنجليزية)
- تحت الرمال على موقع أول موفي (الإنجليزية)
- تحت الرمال على موقع بوكس أوفيس موجو (الإنجليزية)
- تحت الرمال على موقع فيلمافينيتي (الإسبانية)
- تحت الرمال على موقع قاعدة بيانات الأفلام السويدية (السويدية)